# Sensorisches Marketing
Das sensorische Marketing befasst sich mit der systematischen Abstimmung aller sinnlich wahrnehmbaren Marketingmaßnahmen (vorrangig der Produktpolitik und Kommunikationspolitik). Dieser Teilbereich des Marketings gewinnt insbesondere seit Beginn des 21. Jahrhunderts zunehmend an Bedeutung. Die Grundannahme ist, dass menschliches Wahrnehmen und Denken konsequent nach synästhetischen Prinzipien organisiert ist: Beim Hören eines Wortes verwenden wir (größtenteils unbewusst) stets auch visuelle, akustische, olfaktorische und gustatorische Assoziationen zur Interpretation. In Zeiten funktional austauschbarer Produkte und reizüberfluteter Konsumenten versuchen Forscher und Praktiker durch möglichst kongruente Ansprache aller Sinnesdimensionen (vorrangig Optik und Akustik) eine höhere Wahrnehmung und einen stärkeren Eindruck beim potenziellen Kunden zu erzielen.
Sensorisches Marketing bezeichnet sowohl die konkrete Gestaltung und Verwendung sensorischer Botschaften für Marketingzwecke als auch die transdisziplinären Forschungsaktivitäten zur Entwicklung der dafür notwendigen Ansätze und Vorgehensweisen. Die Forschung zum sensorischen Marketing profitiert in hohem Maße von Theorien, Modellen und Methoden der Disziplinen Neurowissenschaften, Psychologie, Neuromarketing und Semiotik.

## Begriffsklärung

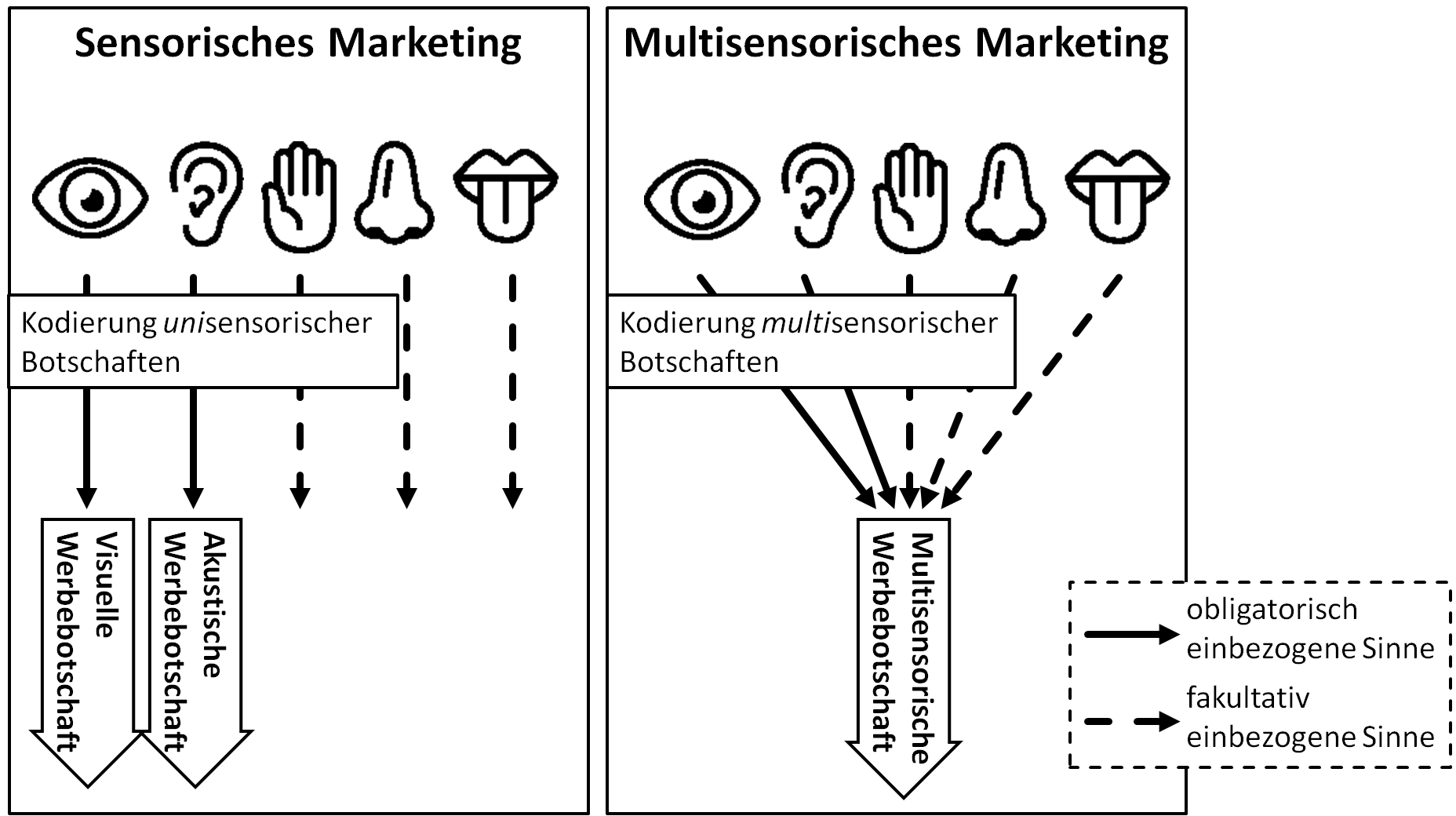
Sensorisches Marketing versus Multisensorisches Marketing (nach Nölke, Vincent, Gierke. Das 1x1 des multisensorischen Marketings, 2011.)

Der Begriff sensorisches Marketing wird oft gleichbedeutend mit den Begriffen multisensorisches Marketing, multisensuales Marketing oder multimodales Marketing verwendet und überschneidet sich teilweise mit den Begriffen multisensuelles Design und synästhetisches Design. Krishna und Schwarz (2014) definieren sensorisches Marketing als „marketing that engages the consumers’ senses and affects their perception, judgement, and behaviour“.

### Multisensorisches Marketing
Gohr (2014) empfiehlt eine Differenzierung des Begriffs sensorisches Marketing nach der Anzahl systematisch gestalteter Sinne. Sobald mehr als zwei Sinne gestaltet werden spricht sie von multisensorischem Marketing. Ihr Begriff impliziert nicht notwendigerweise die Abstimmung der gestalteten Sinnesdimensionen untereinander, was als zentrale Herausforderung des sensorischen Marketings aufgefasst wird. Andere Forscher sehen genau diese abgestimmte Ansprache aller Sinne in Form einer „konzertierte[n] Aktion“ als Unterscheidungskriterium zwischen sensorischem und multisensorischem Marketing (vgl. Abbildung „Sensorisches Marketing versus Multisensorisches Marketing“).

## Sinne des Menschen
Das sensorische Marketing erfordert sowohl die Entwicklung sensorischer Botschaften für jede einzelne Sinnesmodalität, aber auch die Gesamtabstimmung der sensorischen Botschaften miteinander (die Psychologie spricht hier von cross-modalen Korrespondenzen).

### Optik
Der Sehsinn ist traditionell der vom Marketing am stärksten adressierte Sinn, da Menschen 83 % ihrer Informationen über die Augen aufnehmen. Beim sensorischen Marketing besteht die Herausforderung, die sichtbaren Merkmale eines Angebots (z. B. Form, Farbe etc.) auf die Markenbotschaft abzustimmen. Beispielsweise ist die Form einer „Orangina“-Flasche an eine Orange angelehnt (Shape Symbolism), um „natürlicher“ zu wirken. Gleichzeitig wird die Orangenlimonade mit orangen Farbstoffen versehen, um „fruchtiger“ zu wirken. Bei der Auswahl von Farben ist zu beachten, dass Farben je nach Kulturraum mit bestimmten Emotionen und Assoziationen verbunden werden und darüber hinaus auch physiologische Reaktionen auslösen können. So wird ein starker Einfluss der Farbe Rot auf Puls, Herzschlag, Blutdruck und Appetit vermutet.

### Akustik
Aus akustischer Perspektive bieten sich Ansatzpunkte bei der Musik, den beschreibenden Wörtern (inklusive des Markennamens selbst) und sämtlichen weiteren akustischen Erlebnisse im Zusammenhang mit dem Angebot. So unterstützt z. B. die knisternde Verpackung von Chips den Eindruck von „Knusprigkeit“. Die Ähnlichkeit zwischen dem Klang eines Markennamens und einem Produktmerkmal wird als Klangsymbolismus (engl. Sound Symbolism) bezeichnet. Beispielsweise imitiert der Markenname „Crunchips“ das Geräusch des Chips-Verzehrs.

### Haptik
Die Haptik umfasst physische und psychologische Eindrücke bei der Interaktion mit Kunden. Der haptische Eindruck kann z. B. durch Materialien, Gewicht, Weichheit aber auch den Komfort gestaltet werden. Beispielsweise werden besonders schwere und glattpolierte Glasflaschen als Verpackung für besonders teure Weinbrände oder Whiskys verwendet, um den Eindruck von „Wertigkeit“ zu unterstützen.

### Gustatorik
Beim Geschmackssinn zeigt sich besonders stark die Vernetzung der unterschiedlichen Modalitäten. Die Bewertung eines Geschmackserlebnisses ist untrennbar verbunden mit den beim Verzehr erlebten visuellen, akustischen, olfaktorischen und haptischen Eindrücken. In einem Versuch bemerkten Weinexperten nicht, dass ihnen rotgefärbter Weißwein als Rotwein präsentiert worden war. Beispielsweise wird Zahnpaste mit künstlichen Minzaromen angereichert, um den Eindruck von „Frische“ und „Sauberkeit“ zu unterstützen.

### Olfaktorik
Menschen können bis zu 10.000 Gerüche unterscheiden. Dabei können Gerüche besonders intensive Empfindungen auslösen und nahezu lebenslang erinnert werden. Apple verwendet beispielsweise in seinen Verpackungen für das MacBook Pro einen Duft, der die Empfindung von „Neuheit“ unterstützt. Der Duft beinhaltet unter anderem Gerüche von Druckertinte, Papier und Plastik. Obwohl das Macbook Pro aus Aluminium besteht, wird dieser nach Plastik statt Metall riechende Duft positiv wahrgenommen. In Amerika wird bei manchen Lederprodukten Kunstledergeruch beigefügt, da einige Kunden echten Ledergeruch gar nicht kennen und Echtlederprodukte aufgrund des „unnormalen“ Geruchs zurückweisen könnten.

### Weitere Sinne
Bezüglich der weiteren menschlichen Sinne Propriozeption und Introspektion gibt es bisher keine expliziten Arbeiten im Bereich des sensorischen Marketings.

## Kritik am sensorischen Marketing
Die Kritik am sensorischen Marketing bezieht sich vorrangig auf folgende Punkte:
- Die Begrifflichkeiten zur theoretischen und praktischen Arbeit sollten ausdifferenziert und klar abgegrenzt werden.[26]
- Die Methoden des sensorischen Marketings könnten zur unterbewussten Manipulation von Konsumenten ausgenutzt werden.[27]
- Es mangelt an theoretischen und praktischen Ergebnissen zur sinnvollen Auswahl und Gestaltung der einzelnen Sinnesbotschaften in Bezug auf eine Werbebotschaft.[28][29]
- Es fehlen übergreifende theoretische Modelle zur systematischen Abstimmung der unterschiedlichen Sinnesbotschaften.[30]